# The Roots
The Roots ist eine US-amerikanische Hip-Hop-Band, die 1987 in Philadelphia gegründet wurde. Sie nennen ihren Stil „Organic Hip-Hop“. Dieser bestand anfangs aus einem Mix aus Jazz und Rap. Gegen Ende der 90er Jahre entwickelten sie sich jedoch mehr in Richtung Neo Soul und experimentieren seit dem neuen Jahrtausend auch mit verschiedenen anderen Stilen.

## Anfänge und Mitglieder
The Roots wurden vom Rapper Black Thought (eigentlich Tariq Trotter) und dem Schlagzeuger Questlove (eigentlich Ahmir Khalib Thompson) gegründet, die sich auf der Philadelphia High School for Creative Performing Arts kennengelernt hatten. Zuerst bestand ihre Musik nur aus Rap und Percussion. Zusammen mit dem Bassisten Josh Abrams und dem Rapper Kenyatta „Kid Crumbs“ Warren machten sie als Square Roots auf der Straße Musik. In dieser Zusammensetzung nahmen sie ihre ersten drei Lieder auf. Später wurde Abrams von dem E-Bassisten Leonard „Hub“ Hubbard († 2021) und Warren von Malik B. ersetzt. Das Debüt-Album Organix wurde von der Gruppe auf eigene Kosten aufgenommen und bei ihrem ersten Auftritt außerhalb Philadelphias – in Deutschland auf dem Moers Festival – verkauft. Sie wurden von Jamaaladeen Tacuma zu dem Deutschland-Besuch eingeladen.
Die Besetzung der Gruppe wechselte mit der Zeit mehrmals. Mitglieder waren, zumindest vorübergehend, Scott Storch, Ben Kenney, Rahzel, Scratch, Martin Luther, Owen Biddle. Derzeit besteht die Band aus Questlove, Black Thought, Cpt. Kirk (Gitarre), Freddie Knuckles (Perkussion), Tuba Gooding Jr. (Sousaphon), Mark Kelley (E-Bass), Kamal (Keyboard) und James Poyser (Rhodes).
Als ein zusätzliches (Gründungs-)Mitglied kann Richard Nichols gezählt werden, der auf allen The-Roots-Alben der ausführende Produzent war und Co-Manager der Gruppe ist.

## Werdegang

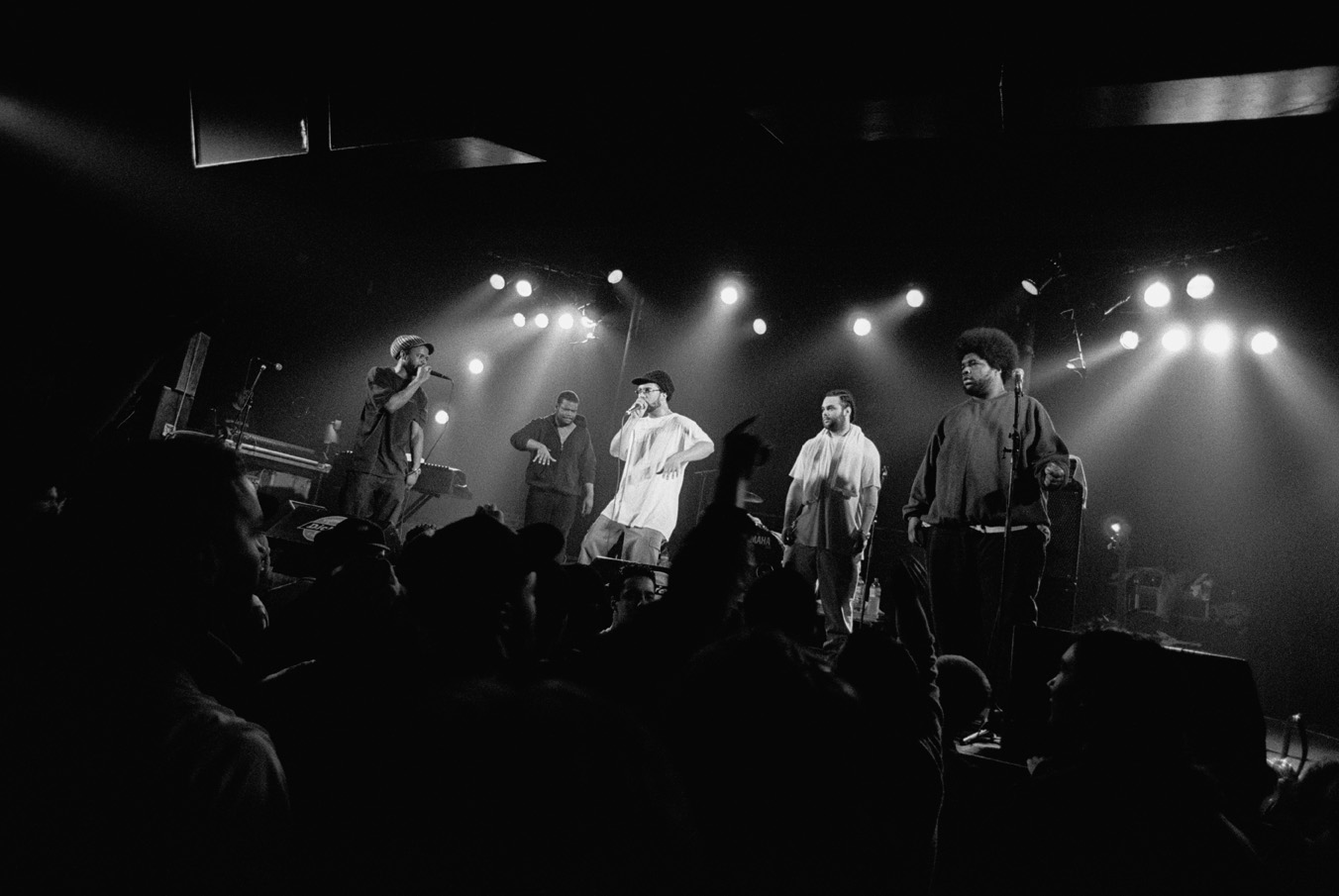
The Roots in der Großen Freiheit, Hamburg (1999)

1993 erschien ihr erstes Album Organix, von der Öffentlichkeit damals noch weitgehend unbemerkt. 1994 bekamen sie einen Platten-Vertrag bei Geffen Records. Mit Do You Want More?!!!??! erweiterten sie 1995 ihren Bekanntheitsgrad und mit Illadelph Halflife schafften sie innerhalb der Szene ein Jahr darauf den Durchbruch, was wohl auf den nicht mehr durchgängig live eingespielten Sound und die Hinzunahme bekannter Gastmusiker (Common, D’Angelo, Q-Tip) zurückzuführen ist. Zu dieser Zeit bestand die Band auch aus den beiden Beatboxern Rahzel und Scratch, dagegen entschied sich der damals noch unbekannte Produzent Scott Storch, der auf den ersten beiden Alben der Roots Keyboard spielte, seine eigene Karriere zu verfolgen. Er wurde durch Kamal Gray ersetzt.
Ihre Single You Got Me mit Erykah Badu aus dem Album Things Fall Apart wurde international zum kommerziellen Erfolg, zudem gewannen sie den Grammy für die beste Rap-Performance 2000. Ähnlich erfolgreich war 2002 der Rock-Crossoversong The Seed (2.0) zusammen mit Cody ChesnuTT, dessen Original The Seed sie damit coverten. Der Song ist unter anderem am Anfang des Films Collateral und auf dem dazugehörigen Soundtrack zu hören.
Im Jahre 2005 wurden sie von Jay-Z (eigentlich Shawn C. Carter), auf dessen Unplugged-Album sie spielten, für sein Label Def Jam unter Vertrag genommen. Dort veröffentlichten sie 2006 Game Theory, dessen Sound weitaus unkommerzieller klang als der eingängige Vorgänger The Tipping Point, weshalb es von den Kritikern überwiegend positiver aufgenommen wurde. Das Album war zugleich eine Hommage an den kurz zuvor verstorbenen J Dilla und an die Heimatstadt der Gründungsmitglieder der Band, Philadelphia, das zu der Zeit mit brutalen Gang-Kriegen zu kämpfen hatte. Das 8. Studioalbum der Roots mit dem Titel Rising Down erschien am 29. April 2008 und zeichnete sich durch einen noch düstereren Sound und politischere Texte als der bereits in diese Richtung tendierende Vorgänger. Es ist eine Reaktion auf die als rassistisch aufgefasste Kampagne gegen den damaligen Präsidentschaftskandidaten Barack Obama. Aufgrund dieses Konzepts ist in den USA die Single Birthday Girl mit Patrick Stump von Fall Out Boy nicht auf dem Album enthalten. Zudem wirkten unter anderem Common, Mos Def, Talib Kweli, Styles P., Jazzy Jeff und Saigon mit. In der Juni-Ausgabe des deutschen Hip-Hop-Magazins Juice wurde Rising Down zum „Album des Monats“ gekürt.
Die Single How I Got Over aus dem 2010er Album mit demselben Titel wurde bereits Ende Juni 2009 live bei Late Night with Jimmy Fallon, wo The Roots auch als Hausband aktiv sind, vorgestellt. Die Band trat seit der Erstausgabe am 2. März 2009 bis Februar 2014 als Showband in der NBC-Late-Night-Show auf. Seit Fallons Wechsel zur Tonight Show im selben Monat fungiert die Band dort als Studioband.
Am 2. Dezember 2011 erschien das zehnte Studioalbum der Gruppe, Undun, mit der ersten Single Make My. Das Konzeptalbum erzählt in umgekehrter chronologischer Reihenfolge die Geschichte eines Jungen, der in die Kriminalität abrutscht. Zu Undun erstellte die Band einen Kurzfilm, der von fünf Liedern des Albums unterlegt ist.
Im September 2013 erschien bei Blue Note Records ein Album mit dem Namen Wise Up Ghost, das The Roots gemeinsam mit Elvis Costello konzipierten und aufnahmen.

## Diskografie
Studioalben

| Jahr | Titel                           | Höchstplatzierung, Gesamtwochen, AuszeichnungChartplatzierungen (Jahr, Titel, Platzierungen, Wochen, Auszeichnungen, Anmerkungen) | Höchstplatzierung, Gesamtwochen, AuszeichnungChartplatzierungen (Jahr, Titel, Platzierungen, Wochen, Auszeichnungen, Anmerkungen) | Höchstplatzierung, Gesamtwochen, AuszeichnungChartplatzierungen (Jahr, Titel, Platzierungen, Wochen, Auszeichnungen, Anmerkungen) | Höchstplatzierung, Gesamtwochen, AuszeichnungChartplatzierungen (Jahr, Titel, Platzierungen, Wochen, Auszeichnungen, Anmerkungen) | Höchstplatzierung, Gesamtwochen, AuszeichnungChartplatzierungen (Jahr, Titel, Platzierungen, Wochen, Auszeichnungen, Anmerkungen) | Anmerkungen                                                  |
| Jahr | Titel                           | DE | AT | CH | UK | US | Anmerkungen                                                  |
| ---- | ------------------------------- | --- | --- | --- | --- | --- | ------------------------------------------------------------ |
| 1993 | Organix                         | — | — | — | — | — | Erstveröffentlichung: 19. Mai 1993                           |
| 1994 | Do You Want More?!!!??!         | — | — | — | — | US104 Gold · (10 Wo.)US | Erstveröffentlichung: 24. Oktober 1994 Verkäufe: + 500.000   |
| 1996 | Illadelph Halflife              | — | — | — | — | US21 (16 Wo.)US | Erstveröffentlichung: 24. September 1996                     |
| 1999 | Things Fall Apart               | DE64 (11 Wo.)DE | — | CH40 (2 Wo.)CH | UK84 Silber · (1 Wo.)UK | US4 Platin · (18 Wo.)US | Erstveröffentlichung: 23. Februar 1999 Verkäufe: + 1.060.000 |
| 2002 | Phrenology                      | — | — | CH57 (20 Wo.)CH | UK— SilberUK | US28 Gold · (38 Wo.)US | Erstveröffentlichung: 26. November 2002 Verkäufe: + 560.000  |
| 2004 | The Tipping Point               | DE44 (7 Wo.)DE | AT57 (4 Wo.)AT | CH3 (11 Wo.)CH | UK71 (1 Wo.)UK | US4 (13 Wo.)US | Erstveröffentlichung: 13. Juli 2004                          |
| 2006 | Game Theory                     | DE95 (1 Wo.)DE | — | CH7 (7 Wo.)CH | UK76 (1 Wo.)UK | US9 (7 Wo.)US | Erstveröffentlichung: 29. August 2006                        |
| 2008 | Rising Down                     | — | — | CH10 (5 Wo.)CH | UK95 (1 Wo.)UK | US6 (9 Wo.)US | Erstveröffentlichung: 29. April 2008                         |
| 2010 | How I Got Over                  | DE70 (1 Wo.)DE | — | CH3 (10 Wo.)CH | — | US6 (15 Wo.)US | Erstveröffentlichung: 22. Juni 2010                          |
| 2011 | Undun                           | — | — | CH30 (4 Wo.)CH | — | US17 (8 Wo.)US | Erstveröffentlichung: 6. Dezember 2011                       |
| 2014 | …And Then You Shoot Your Cousin | DE79 (1 Wo.)DE | — | CH9 (3 Wo.)CH | — | US11 (3 Wo.)US | Erstveröffentlichung: 13. Mai 2014                           |

## Auszeichnungen
- Grammy Awards
  - 2000: Auszeichnung für Best Rap Performance By A Duo Or Group – „You Got Me“ (feat. Erykah Badu and Eve)Grammy Awards 2000#Rap
  - 2002: Nominiert für Best Rap Album – „Phrenology“
  - 2004: Nominiert für Best Urban/Alternative Performance, nominiert für Best Rap Performance By A Duo Or Group – „Don’t Say Nuthin’“
  - 2007: Nominiert für Best Rap Album – Game Theory, nominiert für Best Rap Performance By A Duo Or Group – „Don’t Feel Right“
  - 2010: Nominiert für Best Rap Album – How I Got Over
  - 2011: Auszeichnung gemeinsam mit John Legend für Best Traditional R&B Performance – „Hang on in There“
- MTV Video Music Awards
  - 2003: Nominiert für den MTV2 Award – „The Seed 2.0“
- mtvU Woodie Awards
  - 2004: Nominiert für Road Woodie und Welcome Back Woodie
- BET Awards
  - 2005: Nominiert für Best Group
- NAACP Image Awards
  - 2005: Nominiert für Outstanding Duo or Group
  - 2007: Auszeichnung für Outstanding Duo or Group